# Порт-Гаркорт
Порт-Гаркорт, Порт-Харкорт (англ. Port Harcourt) — столиця штату Риверс, Нігерія. Населення міста — 1 620 214 ос. (2007), Великий Порт-Гаркорт нараховує майже 5,7 мільйони.
Порт-Харкорт був заснований в 1912 році британцями в районі, який традиційно населяють народи ікверре і іджо. Він був названий на честь Льюїса, віконта Гаркорд, державного секретаря зі справ колоній, спочатку для експорту вугілля, що добувається в Енугу.

## Географія
Розташований на річці Бонні в дельті Нігера.
Великий Порт-Гаркорт включає власне міста Порт-Гаркорт, що складається зі старого європейського (тауншип) і прилеглих декількох нових кварталів, а також з семи районів з місцевим самоврядуванням — Окріка, Обіо-Акпор, Ікверре, Ойігбо, Огу-Боло, Тай і Елеме.

### Клімат
Місто знаходиться у зоні, котра характеризується мусонним кліматом. Найтепліший місяць — лютий із середньою температурою 28.3 °C (83 °F). Найхолодніший місяць — липень, із середньою температурою 25.6 °С (78 °F).
| Клімат Порт-Гаркорта    | Клімат Порт-Гаркорта | Клімат Порт-Гаркорта | Клімат Порт-Гаркорта | Клімат Порт-Гаркорта | Клімат Порт-Гаркорта | Клімат Порт-Гаркорта | Клімат Порт-Гаркорта | Клімат Порт-Гаркорта | Клімат Порт-Гаркорта | Клімат Порт-Гаркорта | Клімат Порт-Гаркорта | Клімат Порт-Гаркорта | Клімат Порт-Гаркорта |
| Показник                | Січ.                 | Лют.                 | Бер.                 | Квіт.                | Трав.                | Черв.                | Лип.                 | Серп.                | Вер.                 | Жовт.                | Лист.                | Груд.                | Рік                  |
| Абсолютний максимум, °C | 37                   | 37                   | 39                   | 36                   | 37                   | 37                   | 41                   | 32                   | 37                   | 36                   | 37                   | 37                   | 41                   |
| Середній максимум, °C   | 28                   | 29                   | 28                   | 28                   | 28                   | 27                   | 26                   | 26                   | 26                   | 26                   | 27                   | 27                   | 27                   |
| Середня температура, °C | 27                   | 28                   | 27                   | 27                   | 27                   | 26                   | 25                   | 25                   | 25                   | 25                   | 26                   | 26                   | 26                   |
| Середній мінімум, °C    | 26                   | 27                   | 27                   | 26                   | 26                   | 26                   | 24                   | 24                   | 24                   | 25                   | 25                   | 25                   | 25                   |
| Абсолютний мінімум, °C  | 15                   | 13                   | 21                   | 20                   | 21                   | 18                   | 18                   | 20                   | 21                   | 21                   | 18                   | 17                   | 13                   |
| Днів з опадами          | 1                    | 2                    | 2                    | 4                    | 5                    | 8                    | 11                   | 13                   | 9                    | 8                    | 3                    | 1                    | 67                   |
| Днів з дощем            | 1                    | 2                    | 2                    | 4                    | 5                    | 8                    | 11                   | 13                   | 9                    | 8                    | 3                    | 1                    | 67                   |
| ----------------------- | -------------------- | -------------------- | -------------------- | -------------------- | -------------------- | -------------------- | -------------------- | -------------------- | -------------------- | -------------------- | -------------------- | -------------------- | -------------------- |
| Джерело: Weatherbase    |                      |                      |                      |                      |                      |                      |                      |                      |                      |                      |                      |                      |                      |

## Економіка
В місті знаходяться Державний Університет штату Риверс та університет Порт-Гаркорту. Є Міжнародний аеропорт, два морських порти, два стадіони і два нафтопереробних заводи.
У зв'язку з перенаселеністю міста на початку 2009 року уряд штату під керівництвом губернатора Chibuike Amaechi оголосило про план зі створення нового міста, яке буде називатися Гратер-Порт-Харкорт. Нове місто повинне бути розташоване недалеко від міжнародного аеропорту Порт-Харкорт.

## Уродженці
- Айк Нвачукву (* 1941) — колишній генерал-міністр Нігерії та політичний діяч.